# Islam in Indien

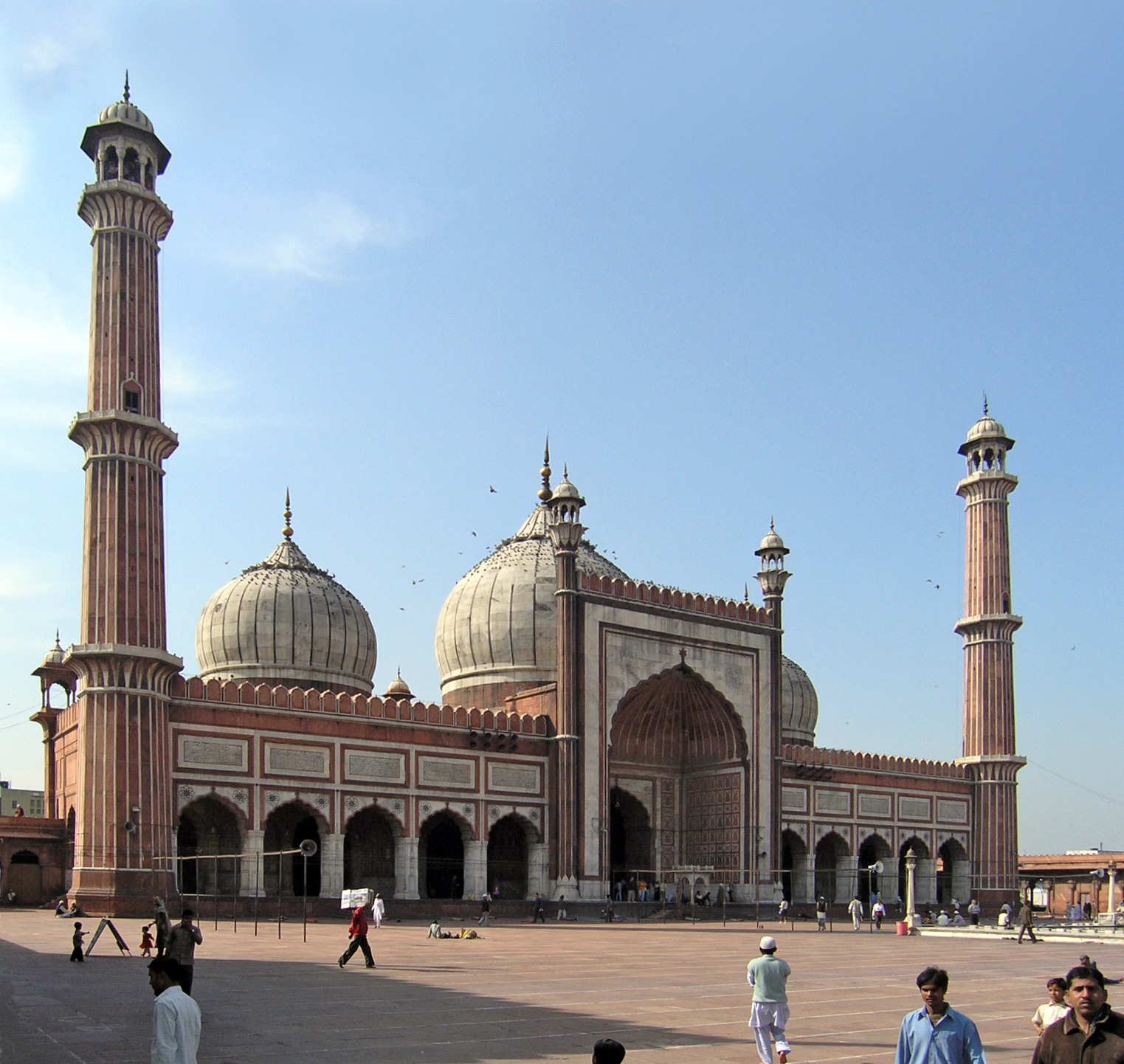
Die Jama Masjid in Delhi ist die größte Moschee Indiens.

Der Islam in Indien ist nach dem Hinduismus die zweitgrößte Glaubensrichtung. Von den 1,2 Milliarden Einwohnern Indiens bei der letzten Volkszählung 2011 waren 79,8 % Hindus und 14,2 % Muslime. Nach Indonesien und vor Pakistan ist Indien damit das Land mit der zweitgrößten islamischen Gemeinschaft. Das Mogulreich war ein von 1526 bis 1858 auf dem indischen Subkontinent bestehender muslimischer Staat.
Seit seiner Einführung in Indien hat der Islam zahlreiche Beiträge zur Kultur und zum sozialen wie politischen Leben Indiens beigetragen. Zugleich ist es im Laufe der Geschichte immer wieder zu Konflikten zwischen Muslimen und Hindus gekommen, die auch der maßgebliche Grund dafür waren, dass das britische Kolonialgebiet Britisch-Indien 1947 in die überwiegend muslimisch geprägten Staaten Pakistan und später Bangladesch auf der einen und in die Republik Indien mit überwiegend hinduistischer Bevölkerung, aufgeteilt wurde. Der religiöse Gegensatz zwischen Indien und Pakistan ist ein wesentlicher Faktor in den gespannten Beziehungen zwischen beiden Staaten, doch auch innerhalb Indiens kommt es immer wieder zu heftigen Konflikten zwischen Angehörigen beider Glaubensrichtungen.

## Erste Kontakte
Im Gefolge der Islamischen Expansion und dem Sieg der Araber über das Perserreich der Sassaniden führte Al Muhallab ibn Abi Suffrah des umayyadischen Kalifats im Jahre 664, bereits 32 Jahre nach dem Tod Mohammeds, den ersten Vorstoß nach Multan, damals auch bekannt als die „Stadt aus Gold“. Die umayyadischen Heere gelangten 712 bis an den Indus. Der letzte Vorstoß der Umayyaden unter Muhammad ibn al-Qasim, endete mit dessen Niederlage in der Schlacht von Rajasthan im Jahr 738 n. Chr. Die Konversion zum Islam in den Fürstentümern des Binnenlandes erfolgte zunächst durch Akkreszenz. 
Während der Eroberungszüge entwickelten sich auch Handelskontakte zwischen Arabern und Indern, wobei vor allem die Hafenstädte der indischen Westküste dem gegenseitigen Austausch dienten. In Kerala kam es dabei zum Übertritt erster Hindus zum islamischen Glauben. Bereits im Jahr 642 wurde in Kasaragod eine erste Moschee errichtet. Weniger friedlich gestalteten sich die Verhältnisse am oberen Indus, wo die muslimischen Machthaber in Persien immer wieder in Konflikte mit den Herrschern von Sindh gerieten, ohne dabei zunächst territoriale Gewinne zu erzielen.
Besondere Bedeutung erlangte die nach der im heutigen Afghanistan gelegenen Stadt Ghazna benannte turkstämmige Dynastie der Ghaznawiden. Sie wurde 977 gegründet und attackierte unter Mahmud von Ghazni (998–1030) in insgesamt 17 Feldzügen das Industal, wobei die Kavallerie der Invasoren sich dem indischen Fußheer mit seinen Elefanten häufig überlegen zeigte. Den Ghaznawiden gelang es so, sich im Punjab festzusetzen. Am Hof der Ghaznawiden stellte sich zugleich eine erste kulturelle Blüte ein; so wirkten dort der Dichter Firdausi und der Mathematiker Al Biruni. Neben den kriegerischen Auseinandersetzungen lässt sich also bereits hier auch ein kultureller Austausch beobachten. Nach der Eroberung der nordwestlichen Teile Indiens wurden die dort lebenden Hindus zu Schutzbefohlenen erklärt. 
Die Angriffe der Ghaznawiden stellten zunächst allerdings aus indischer Perspektive eher eine Randerscheinung dar. Erst gegen Ende des 12. Jahrhunderts sollte es zu einem umfassenden Eroberungsversuch kommen. 1186 stürzten die Ghuriden die Ghaznawiden und bereits kurz darauf, im Jahre 1192, konnte Muhammad von Ghur eine Konföderation der indischen Rajputen unter Führung des Fürsten von Delhi, Prithviraj III. Chauhan, in der Schlacht von Taraori besiegen. Muhammad zog daraufhin in Delhi ein. Nachdem er 1206 einem Mordanschlag zum Opfer gefallen war, konnte sein General und Statthalter Qutb-ud-Din Aibak die indischen Eroberungen behaupten; aus Aibaks Herrschaft ging wenig später das Sultanat von Delhi hervor.

## Sultanat von Delhi

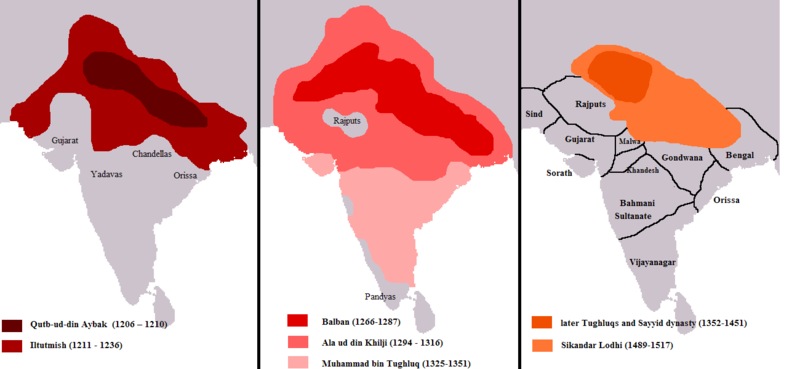
Karte des Sultanats von Delhi

Bis etwa 1230 hatte das muslimische Sultanat die Kontrolle über das Gebiet nördlich der Narmada gewonnen, während sich im Süden des Subkontinents unabhängige hinduistische Fürsten halten konnten – eine Zweiteilung, die auch für die Folgezeit charakteristisch bleiben sollte. Die Sultane förderten die Ausbreitung des Islams und errichteten ein straffes Herrschaftssystem, dessen kennzeichnendes Merkmal die Vergabe weiter Gebiete an verdiente Gefolgsleute als Lehen (jagir) war. Auf diese Weise war auch ein gewisses Maß an Kontrolle über die Großen des Reiches gewährleistet. Die arabisch-indischen Kaufleute lebten in relativem Wohlstand und die arabische Welt profitierte durch den Ausbau des Handels mit Indien; die indischen Bauern und Handwerker hingegen lebten großteils in Armut, da sie beispielsweise unter Sultan Ala ud-Din Khalji die Hälfte ihrer Erträge als Steuern abliefern mussten. Aus religiösen Gründen wurden viele traditionelle hinduistische Klöster und Tempel zerstört und Schriften vernichtet. Zudem wurde den Hindus die Jizya, die „Ungläubigensteuer“, auferlegt, was den Hass auf die Eroberer nährte. Da im Süden weiterhin hinduistische Reiche Widerstand leisteten, machte sich der seit 1325 regierende Sultan Muhammad bin Tughluq daran, auch die verbleibenden Hindu-Reiche zu unterwerfen. Tatsächlich gelang ihm innerhalb weniger Jahre die Eroberung des gesamten Subkontinents, doch kurze Zeit später zeigte sich, dass dieser Sieg die Ressourcen des Sultanats zu sehr beansprucht hatte. In Bengalen entstand 1338 ein eigenes Sultanat, 1347 ein weiteres, das Bahmani-Sultanat im heutigen Maharashtra. Vor allem aber erwuchs im hinduistischen Reich von Vijayanagar („Stadt des Sieges“), das bis heute unter Hindus als Symbol des Widerstandswillens gegen die Muslime gilt, ein mächtiger Gegner. Sultan Firuz III., Herrscher seit 1351, versuchte unterdessen den Rückgang der islamischen Macht in Indien durch Reformen aufzuhalten; er erbaute Firozabad im Dekkan als neue Hauptstadt, förderte die Wirtschaft und nahm einige besonders hindu-feindliche Maßnahmen seiner Vorgänger zurück. Den Niedergang des Sultanats konnte er dennoch nur verzögern, nicht aufhalten. 1398 fiel der Mongolenherrscher Timur Lenk ins Sultanat ein, was die Hindus Indiens nutzten, um in Gujarat, Malwa und Jaunpur unabhängige Staaten auszurufen, sodass die Sultane von Delhi in den ersten Jahrzehnten des 15. Jahrhunderts über kaum mehr als die Stadt Delhi selbst regierten. Eine grundlegende Erneuerung der moslemischen Herrschaft erfolgte dann erst durch einen erneuten Eingriff von außen: Im Jahre 1526 stieß Babur, ein Urenkel Timurs, von seiner Residenz in Kabul nach Indien vor und besiegte den Sultan von Delhi, Ibrahim Lodi, unter Einsatz von Artillerie in der Ersten Schlacht bei Panipat. Damit begründete Babur das Mogulreich, das bis zur britischen Herrschaft Bestand haben sollte.

## Mogulreich

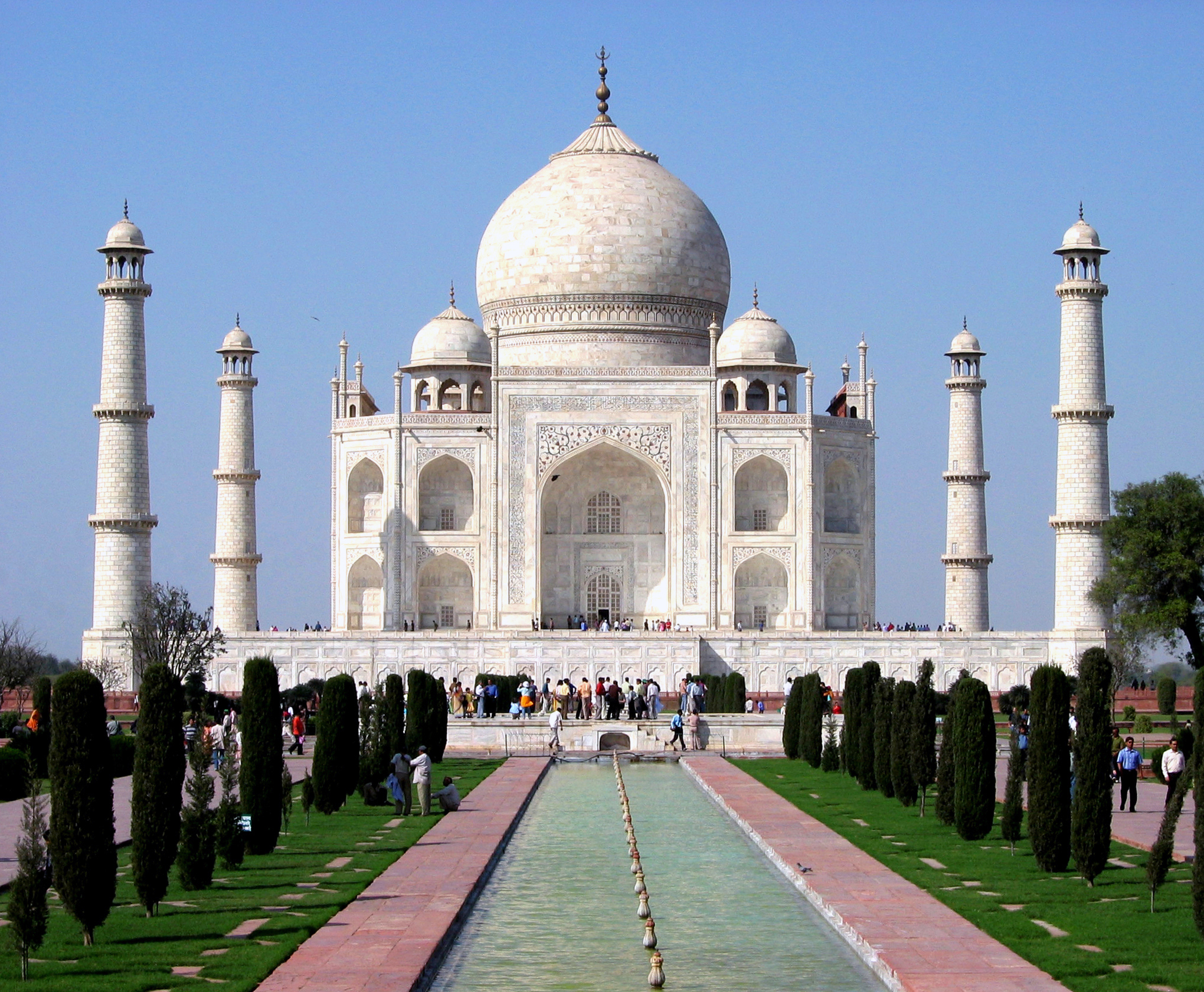
Die von dem Großmogul Shah Jahan errichtete Grabmoschee Taj Mahal in Agra

### Die Anfänge des Mogulreichs
Nachdem Barbur 1526 Delhi eingenommen hatte, eroberte er schrittweise Nordwestindien. Seine Nachfolger bauten durch weitere Eroberungen das Mogulreich auf. Die Grenzen des Mogulreiches umfassten maximal Teile Pakistans und Afghanistans, Bangladesch und bis auf einen kleinen Teil im Süden ganz Indien.
Baburs Nachfolger Humayun (reg. 1530–1556) hatte zunächst noch mit heftigem Widerstand der Hindus zu kämpfen. Während seiner Regierungszeit versuchte sein Vasall, der Afghane Sher Khan, noch einmal das Sultanat von Delhi zu erneuern und vertrieb Humayun zeitweise aus Indien. Sher Khans Dynastie bezeichnet man als Sur-Dynastie (1538–1555). 1555 eroberte Humayun jedoch sein Reich zurück.
Als ein Höhepunkt des Mogulreiches gilt die Herrschaft von Humayuns Sohn Akbar I. (Jalal ud-din Muhammad Akbar Padshah-i Ghazi) (reg. 1556–1605). Akbar besiegte 1556 die Hindus in der Zweiten Schlacht bei Panipat. Er ist bekannt und berühmt für seine tolerante Religionspolitik und seine Verwaltungsreformen, die in weiten Teilen Nordindiens zu Frieden, Wohlstand und einem Aufschwung der Städte führte. Dem Mogulreich gelang es, eine stabilere Herrschaft als die des Sultanats von Delhi zu errichten, da nunmehr die Regierung mehr nach politischen als nach religiösen Gesichtspunkten erfolgte. 1564 wurden die Sondersteuern für Hindus aufgehoben, Hindus wurde die Aufnahme in den Staatsdienst gestattet (der erste Minister der Region Malwa Anfang des 16. Jahrhunderts war etwa ein Hindu), außerdem kam es nun vermehrt zu Ehen zwischen Hindu-Prinzessinnen und muslimischen Amtsträgern. Im Jahr 1583 verkündete Akbar in einem Edikt die religiöse Toleranz in einer zunehmend religiös diversifizierten Gesellschaft. Ganz ohne Konflikte zwischen Hindus und Muslime verlief aber auch diese Periode nicht, was nicht zuletzt daran lag, dass es im Süden, wie schon zu Zeiten des Delhi-Sultanats, weiterhin selbständige Hindu-Staaten gab, mit denen das Mogulreich regelmäßig Krieg führte. Bereits unter Akbar kam es im Jahr 1568 bei Chittorgarh zu einem Massaker an Rajputen. Akbars Herrschaft fundierte aber grundsätzlich auf dem Prinzip der Toleranz; der din-i ilahi geht auf ihn zurück. Auf Akbar folgte sein Sohn Jahangir (reg. 1605–1627), der von einer Rajputen-Prinzessin geboren worden war; er setzte die väterliche Toleranzpolitik fort, hatte aber wegen seiner Alkohol- und Opiumsucht einen schlechten Ruf bei Moslems und Hindus gleichermaßen. Zugleich stieg der persische Einfluss am Mogulhof, der zu einer Blüte der Künste und Wissenschaften beitrug. Jahangirs Nachfolger Shah Jahan (reg. 1628–1657/9) sorgte mit dem Bau des Taj Mahal, einem 1648 vollendeten Grabmal für seine Lieblingsfrau Mumtaz Mahal, schließlich für den Höhepunkt islamischer Baukunst in Indien. Unter dem Einfluss orthodox-muslimischer Geistlicher ging Shah Jahan zwar zunächst hart gegen Hindus und Christen vor, in der Folge konzentrierte er sich aber mehr auf seinen luxuriösen Lebensstil. Seiner Armee gelangen unterdessen Fortschritte durch die Eroberung mehrerer Hindu-Staaten in Zentralindien. Als letzter großer Herrscher des Mogulreichs gilt Aurangzeb (reg. 1659–1707), der sich verstärkt, aber  mehr oder weniger erfolgreich dem Dekkan-Plateau zuwandte. Nach Aurangzebs Tod im Jahre 1707 folgten eine Reihe eher unbedeutender Herrscher, die sich in rascher Folge ablösten, während die indischen Fürsten an Macht gewannen und die Kolonialmächte – zunächst Frankreich, seit 1763 Großbritannien – die Gegensätze unter den einheimischen Mächten nutzten, um ihren eigenen Einfluss auszudehnen. Zwar regierte in Delhi dann mit Shah Alam II. (reg. 1759–1806) wieder ein islamischer Herrscher etwas länger, doch war das Mogulreich längst nur noch ein Schatten seiner selbst und machtlos gegen die Einfälle der Afghanen, denen es im Jahr 1788 gelang, Delhi zu plündern und den Mogul zu blenden. Endgültig wurde der Mogulkaiser im Jahr 1858 nach dem Aufstand von 1857 (Sepoy-Aufstand) von den Briten abgesetzt.

### Der Islam im Mogulreich
Der Islam war in der Mogulzeit keine Mehrheitsreligion. Neben Muslimen lebten im Mogulreich Hindus, Juden, Christen, Zoroastrier und Anhänger zahlreicher synkretistischer Strömungen.
Innerhalb des Hinduismus bildeten sich neue Sekten, in denen es auch zu synkretistischen muslimisch-hinduistischen Glaubensrichtungen kam. In Nordindien propagierte Ramananda bereits im 15. Jh. die Bhakti-Bewegung, die auch für Muslime offen war und die sich vor allem die Kritik an überkommenen hinduistischen Tempelpraktiken zugunsten einer unmittelbareren Hinwendung des Gläubigen zu Gott zum Ziel setzte. Ramanandas Schüler Kabir verband dann um 1500 den islamischen Monotheismus mit der Lehre vom Karma. Grundsätzlich lässt sich darüber hinaus die Entwicklung verschiedener islamischer Strömungen beobachten.
Zur Verbreitung des Islams trugen vor allem die Sufi-Orden bei.

#### Der Sufismus
Der Sufismus (arab. tasauwuf) bezeichnet mystische Strömungen im Islam, die auch in Indien ihre Ausbreitungen fanden. Die ersten Sufis erreichten im 11. Jh. den Nordwesten Indiens. In der Folgezeit bildeten sich verschiedene Strömungen heraus; als Babur nach Indien kam, blühten die verschiedensten mystischen Pfade.
Einer der ältesten Sufi-Orden Indiens ist der Chishtiyyaorden, der zu Beginn des 13. Jh. durch Chwaja Mu’in ad-Din Chishti (ca. 1142–1236) und Qutb ad-Din Bachtiyar Kaki († 1235) nach Indien kam. Die Chishtiyya betonten Gemeinschaft als Weg zum spirituellen Fortschritt und lebten gemeinsam in Armut in klosterähnlichen Gemeinschaften. Sie waren Asketen, unterhielten oft Armenküchen und waren seelsorgerlich tätig. Zudem pflegten sie Musik und Poesie. Gerade ihre spirituelle Musik trug zur Verbreitung der Lehren des Sufismus bei. Später versuchte der Orden auf Grundlage des ontologischen Monismus auch hinduistische Elemente in den Islam zu integrieren. Mit Barbur kamen auch verstärkt Naqshbandis nach Indien, da seine Familie lange und starke Beziehungen zu diesem Orden unterhalten hatte. Die Naqshbandis gewannen im Laufe der Mogulzeit stärker an Bedeutung. In einigen Sufi-Orden wurde die Lehre Ibn Arabis stark rezipiert, was zu ihrer integrativen Rolle beitrug.
Ein wichtiger Vertreter des Sufismus in Indien im 20. Jahrhundert war Khwaja Hasan Nizami (1879–1955), der am Nizamuddin-Schrein in Delhi wirkte. Als Urdu-Schriftsteller bewegte er sich in hohen gesellschaftlichen Kreisen und pflegte Kontakte zu bekannten Persönlichkeiten, unter anderem mit Vertretern verschiedener muslimischer Gruppierungen (Shibli Nu’mani, Abu’l Kalam Azad, Akbar Allahabadi, Muhammad Iqbal). Nizami war eine wichtige Figur im Austausch zwischen Hindu- und Sufigelehrten, wobei vor allem seine Krishna-Rezeption eine große Rolle spielte.

### Die Theosophie
Die Theosophie Ibn Arabis († 1240) hatte sich zu Baburs Zeit auch in Indien verbreitet. Ibn Arabi lehrte die „Einheit alles Seins“. Diese „Einheit allen Seins“ entspringt der platonischen Philosophie, die die Weltentstehung in Emanationen, Abstufungen des göttlichen Sein, denkt. Das göttliche „Eine“, von dem, ohne dass es von sich aus sich in Seinstufen ausdifferenziert, nichts gewusst werden kann, gewährt allem, was ist, Anteil an seinem Sein. Diese Vorstellung erinnert stark an die spätere Philosophie Hegels, indem Geist und Sein, letztlich aufeinander bezogen sind und keine getrennten Entitäten darstellen. Der Monismus Ibn Arabis ermöglicht, mit der Vorstellung von der Einheit allen Seins, den Gläubigen, im Bezug auf den Umgang mit anderen Religionen bzw. dem Hinduismus, eine Orientierung zu geben, die auf Verständigung zielt.
Diese Theosophie wurde vor allem in der Poesie stark aufgenommen. Insgesamt wurde der ontologische Monismus im Mogulreich sehr stark rezipiert. In ihm  konnten auch die Grenzen zwischen den Religionen aufgeweicht werden, was für das Überleben der muslimischen Minderheit essentiell war.
Es ist umstritten, wie stark sich Sufismus und Hinduismus auf literarischer und philosophischer Ebene und auf Ebene der Volksfrömmigkeit gegenseitig beeinflusst haben.

#### Der rational geprägte Islam
Bereits im Sultanat von Delhi waren islamisch-theologische Lehranstalten (madrasa) gegründet worden. Sie waren staatlich gefördert und dienten vor allem der Ausbildung von Verwaltungsbeamten. Der Lehrplan war von religiösen Themen geprägt. Dieser stark theologisch orientierte Lehrplan wurde erst durch Akbar modifiziert, der auch neue Fächer wie Astronomie, Mathematik, (aristotelisch geprägte) Philosophie, Logik, Geschichte und Geometrie integrierte. Die Wissenschaften waren ab da stark philosophisch-rational ausgerichtet. Diese Entwicklung resultierte aus einem starken persischen Einfluss. Selbst Arabisch war in religiösen Studien nicht mehr einzig legitime Sprache; daneben trat das Persische. Diese rationalen Wissenschaften gewährten dem Mogulreich aber auch innere Stabilität, da sie eine Integration der verschiedenen Kulte ermöglichte: Dadurch wurde eine gemeinsame Ausbildung von Muslimen und Hindus möglich. Diese Reformen betrafen aber nur einen Teil der islamischen Hochschulen; die meisten behielten ihre islamische Ausrichtung bei.

#### Die Zwölferschia
Die ersten schiitischen Gruppen kamen mit den Mongolen im 13. Jh. aus dem Gebiet des heutigen Iran und Irak nach Nordindien. In Südindien gab es seit Mitte des 15. Jh. schiitische Gruppen und Gelehrte aus Persien. Die Zwölferschia, die größte Gruppe innerhalb des Schiitentums, begann in Indien eine bedeutendere Rolle zu spielen, nachdem Shah Ismail der Safawide 1501 die Schia zur Staatsreligion in Persien erhoben hatte. Da in Persien der Sufismus verboten war, Schia und Sufismus aber oft eng miteinander verbunden sind, kamen viele schiitische Gelehrte von Persien nach Indien. Zahlreiche schiitische Gelehrte lehrten in den islamisch-theologischen Lehranstalten rationale Wissenschaften, wodurch die Schia an Einfluss im indischen Islam gewann. Für die Verbreitung schiitischer Ideen im Mogulreich spielte nicht nur Gelehrte, sondern auch persische Dichter und Künstler eine Rolle, die nach Indien kamen sowie der politische Kontakt zwischen den Mogulkaisern und den schiitischen Herrschern in Persien. Beispielsweise war Jahangirs Frau Nur Jahan Perserin, die am Hof einen starken Einfluss hatte und schiitische Tendenzen unterstützte. Dennoch war das offizielle Bekenntnis zur Schia nur kurzzeitig unter Akbar erlaubt; ansonsten war die Schia im Mogulreich formal verboten. In Südindien bestanden schon früh Spannungen zwischen Sunniten und Schiiten. Diese weiteten sich Ende des 17. Jh. nach und nach auf das ganze Mogulreich aus. In diesen Spannungen standen sich Angehörige des sunnitischen und immer stärker werdenden schiitischen Adels gegenüber, die durch die ethnischen Unterschiede noch verstärkt wurden und das Mogulreich intern stark schwächten.

#### Innerislamische Gruppierungen
Neben den soeben aufgeführten Hauptströmungen innerhalb des indischen Islam gab es zahlreiche innerislamische Gruppierungen, die sich untereinander stark unterschieden.
So gab es die endzeitlich orientierte Bewegung der Mahdawiyya. Sie folgten Sayyid Muhammad Kazimi († 1505), der sich 1494 zum Mahdi erklärte. Er wurde zwar von den orthodoxen Theologen scharf angegriffen und vertrieben,  gewann aber viele Anhänger. Das gelang, weil er und seine Nachfolger, die „Mahdawis“, ein mustergültiges und ganz an der Scharia orientiertes Leben führten. Sie lebten in Armut, sorgten für Arme und betonten das meditative Gottgedenken, aber sie waren keine Sufis. Seit dem 16. Jh. ist die Verfolgung der Mahdawis bezeugt; ihren Höhepunkt erreichte sie unter der Sur-Dynastie und wurde später in einzelnen Regionen fortgeführt. Splittergruppen überlebten aber bis heute.
Die Bewegung der Raushaniyya ist benannt nach Bayezid Ansari, dem Pir-i Raushan („Leuchtender Meister“) († 1575). Die Bewegung entstand im Grenzgebiet zu Afghanistan, das das verwundbarste Gebiet des frühen Mogulreichs war. Bayezid Ansaris Lehre ähnelte sehr dem Sufismus; Charakteristikum war das meditative Gottgedenken und die Fürsorge für die Armen. Die Bewegung war aber auch politisch militant und stark nationalistisch. Akbar sandte seinen besten General Raja Man Singh in den Nordwesten Indiens, um die Raushaniyya niederzuschlagen, aber es dauerte bis 1600, bis die Moguln dieses Gebiet endgültig erobert hatten. Die politische Bewegung der Raushaniyya wurde letztlich ausgerottet.
Eine weitere innerislamische Gruppierungen waren die Nuqtawis, die sich auf Mahmud Pkakhwani († 1428) zurückführten. Er selbst hielt sich für den versprochenen Mahdi, lehnte teilweise islamische Rituale und Glaubensformen, wie beispielsweise die Vorstellung des Jüngsten Gerichts, ab und proklamierte ein fortdauerndes Prophetentum. Er lehrte, dass der Mensch aus einem Punkt (nuqta) Erde entstanden sei. Die Erde hätte sich in ständigem Vergehen und Vergehen über Jahrtausende entwickelt. Somit wären alle irdischen Wesen derselben Herkunft. Insgesamt scheinen sie Elemente des Sufismus, der Schia und der Philosophie aufgenommen zu haben. 1576 kam der führende Nuqtawi seiner Zeit, Sharif-i Amuli, an Akbars Hof. Akbar war offenbar von ihm beeindruckt und Jahangir zählte ihn unter seine Getreuen. Doch in der folgenden Zeit schien sich der Einfluss der Nuqtawis zu verlieren.

#### Das Erstarken des Rechtsschulen-Islam
Im Gegenzug zu dem vor allem am Mogulhof gepflegten Überschreiten der religiösen Grenzen zwischen Hindus und Muslimen wuchs Anfang des 17. Jh. auch der Einfluss des Rechtsschulenislam, v. a. durch die Naqshbandis, die in Kontakt zu Muslimen aus Zentralasien standen. Zu einer Verschärfung des muslimisch-hinduistischen Gegensatzes kam es unter Aurangzeb, der 1657 seinen Vater Shah Jahan stürzte und als gläubiger Muslim eine Politik der Intoleranz verfolgte. 1679 führte er entsprechend die Hindu-Steuer wieder ein, daneben ließ er Hindu-Tempel zerstören, Pilgerfeste verbieten und die Schari'a zur Grundlage des Rechtswesens erklären. In seiner fast 50-jährigen Herrschaft schuf sich der Mogul damit zahlreiche Feinde, darunter die Sikhs im Punjab, die Rajputen (nach Absetzung des hinduistischen Vasallen von Jaipur) und im Süden unter Shivaji geeinten Marathen. Diese teilweise Islamisierungspolitik war auch politisch motiviert. Allerdings blieben diese Bemühungen episodisch und wurden selbst von Aurangzeb politisch nicht durchgesetzt.

## Britische Herrschaft

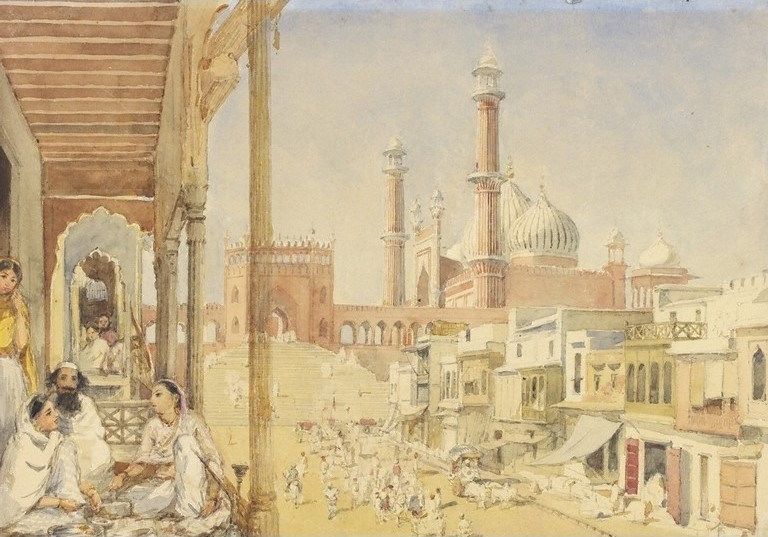
Muslimisches Viertel in Delhi; Bildnis ca. von 1852

Unterdessen bauten die Briten systematisch ihre Herrschaft, ausgehend von ihren Stützpunkten in Bengalen, Madras und Bombay, mit Hilfe Einheimischer auf wirtschaftlicher und politischer Ebene aus; Ende des 18. Jahrhunderts erlangte vor allem die East India Company durch ihre auf der Verbindung zu Gelehrtentum, Steuerwesen, Handel und Politik beruhenden Handelsmacht zu politischer Macht. Eine Reihe von Vereinbarungen, wie die Permanent Settlement Acts im Jahr 1793, führten zu finanziellen und kulturellen Einschränkungen der muslimischen Bevölkerung. Zu Beginn des 19. Jahrhunderts errichtet die East India Company nach der Auflösung der alten Territorialreiche einen eigenen Staat. 1803 erobern sie Delhi (das Mogulreich bestand formell bis zum Sepoy-Aufstand weiter) und mit dem Sieg über die Marathen 1818 waren sie unangefochtene Herrscher über den Subkontinent. Sie führten westliche Kultur und Technologie ein, verbesserten die Infrastruktur und schafften bis dahin übliche besonders harte Strafen und Praktiken, wie sie sowohl Muslime als auch Hindus ausübten (Pfählen, Verstümmeln, Witwenverbrennungen), ab. Auch die Sklaverei, von der zunächst die Briten selbst profitiert hatten, fiel dem aufklärerischen Geist der Zeit zum Opfer. Gleichzeitig kam es zu einer Abwertung islamischer Bildungseinrichtungen, wie den Madrasen, welche durch das Macauley Edikt, die Einführung des Englischen anstelle des Persischen als offizielle Amtssprache, 1837 noch verstärkt wurde. Die Stärkung des Urdu verdeutlichte daraufhin, dass die in der Mogulzeit herrschende Vormachtstellung der muslimischen gegenüber der hinduistischen Bevölkerung verloren war. Jeglicher politische Widerstand gegen die britische Besatzungsherrschaft wurde dagegen verboten. Der Sepoy-Aufstand von 1857/58 wurde blutig niedergeschlagen, zu den Opfern zählten Muslime und Hindus gleichermaßen. Alle möglichen Gesellschaftsgruppen beteiligten sich an dem Aufstand und auf islamischer Seite wurden sie durch führende islamische Theologen unterstützt. Der Aufstand markierte einen Wechsel im bestehenden Kolonialsystem, da die East India Company durch die Britische Krone abgelöst wurde. Die Annahme des Titels „Kaiserin von Indien“ durch die britische Königin Victoria im Jahre 1877 bildete den ersten krönenden Abschluss dieser Politik.
Der erhöhte Machteinfluss der Briten, der auch mit einer systemischen Brahmanisierung und Präferierung der Hindubevölkerung einherging, führte zu neuen Selbstbehauptungen und Identitätspositionierungen unter den Muslimen. Hinzu trat die wachsende Herausforderung an den Islam, sich in einem globalen Religionsdiskurs gegenüber den erstarkenden Naturwissenschaften neu zu bestimmen. Es entstanden die islamischen Reformbewegungen des 19. Jahrhunderts. Dazu gehören zum einen die 1867 gegründete Schule von Deoband, welche sich in die Tradition der Schule von Delhi einschreibt, sowie die 1864 entstandene und jeglichen Rechtsschulenislam radikal ablehnende Ahl-i Hadith-Bewegung. Beide verfolgen einen eher isolationistischen Ansatz und lehnen den Einfluss griechischer Philosophie und westlicher Naturwissenschaft ab. Zudem entstand die von Ahmad Riza Khan gegründete und der Schule von Lucknow folgende Barelwi-Bewegung, welche eine strikte Abgrenzung vom Hinduismus vertritt. Dagegen trat der Sufist Khwaja Hasan Nizami (s.o) für interreligiöse Toleranz und Zusammenarbeit mit den Hinduisten ein, mit dem Ziel eines gemeinsamen unabhängigen Nationalstaates. Ferner entstand die Aligarh-Bewegung durch Sayyid Ahmad Khan, welche den Islam sowohl mit den Naturwissenschaften als auch mit der Kolonialmacht auszusöhnen versuchte, was ihr als Kollaboration mit dem kolonialen System ausgelegt wurde. Der bedeutende sufi-geprägte Denker Muhammad Iqbal, welcher für eine Reform des Idschtihad und die Vereinbarkeit von Islam und Naturwissenschaft eintrat, wird heute als „geistiger Vater“ der Islamischen Republik Pakistan verehrt.

## Der Beitrag der Muslime an der Befreiungsbewegung Indiens
Die britische Herrschaft schuf zum einen eine durch die konsequente Ausbeutungspolitik verarmte Masse an Bauern (die einheimische Textilproduktion wurde durch die Kolonialwirtschaft ruiniert), es entstand aber zugleich ein gebildetes Bürgertum, das an den von den Briten errichteten Schulen westliche Ideen kennenlernte und für die eigenen Zwecke nutzbar zu machen suchte. 1885 gründeten muslimische und hinduistische Inder gemeinsam den Indischen Nationalkongress (INC), der sich die Unabhängigkeit Indiens auf die Fahnen schrieb. Da im INC bald die Hindus deutlich dominierten, gründeten muslimische Gegner der britischen Herrschaft 1906 im bengalischen Dhaka die Muslimliga, die seit 1916 unter der Leitung von Ali Jinnah stand. Im gleichen Jahr forderten sowohl INC als auch Muslimliga im Pakt von Lucknow von den Briten unmissverständlich die Autonomie für Indien, zumal indische Truppen einen nicht unwesentlichen Beitrag am Sieg der Alliierten im Ersten Weltkrieg leisteten.
Die Führung der Kronkolonie, die seit 1911 in der alten Mogulstadt Delhi residierte, reagierte auf diese Entwicklungen allerdings mit Härte. 1919 richteten britische Soldaten in Amritsar ein Massaker an, dem weit über 300 Sikhs, Muslime und Hindus zum Opfer fielen. In der Folge standen die Aktionen Mahatma Gandhis im Mittelpunkt der Aufmerksamkeit, doch auch muslimische Politiker trugen ihren Teil an der Unabhängigkeitsbewegung bei; zu nennen sind vor allem Abul Kalam Azad, der spätere erste Erziehungsminister der Republik Indien, Hakim Ajmal Khan, Begründer der Jamia Millia Islamia, der ersten islamischen Hochschule Indiens, Rafi Ahmed Kidwai, der sozialistische Ideen propagierte, Khan Abdul Ghaffar Khan, der sich wie Gandhi dem gewaltlosen Kampf verschrieb und ebenfalls lange Jahre im Gefängnis verbrachte, Maulavi Barkatullah, der in Afghanistan während des Ersten Weltkrieges Premierminister einer indischen Exilregierung und Gründer der Ghadar-Partei war, Syed Rahmat Shah, ebenfalls ein Aktivist der Ghadar-Partei, der 1915 wegen eines Umsturzversuchs von den Briten gehängt wurde, Ali Ahmad Siddiqui, der 1917 Syed Rahmat Shahs Schicksal teilte, Vakkom Abdul Khadar, der reiche Geschäftsmann Umar Subhani aus Bombay; auch muslimische Frauen waren maßgeblich am Unabhängigkeitskampf beteiligt, nachdem Hazrat Mahal bereits im Sepoy-Aufstand eine wichtige Rolle gespielt hatte.
Frühzeitig machten sich aber innerhalb der Unabhängigkeitsbewegung auch die alten hinduistisch-muslimischen Gegensätze geltend, so während des Moplah-Aufstandes von 1921, bei dem in Kerala mehrere Tausend Muslime und Hindus ums Leben kamen. Dies war ein erster Vorbote der Auseinandersetzungen, die dann 1947 mit voller Wucht ausbrechen sollten. Während die britische Führung in der Indienfrage auf Grund der Popularität Gandhis zunehmend in die Defensive geriet, standen die indischen Muslime vor der Perspektive, in einem unabhängigen Indien in eine Minderheitenposition zu geraten. Sie setzten daher zunehmend auf einen eigenen muslimischen Teilstaat, der in den Regionen Indiens etabliert werden sollte, in denen sie die Mehrheit bildeten. Angesichts der komplexen geschichtlichen Entwicklung war eine entsprechende Grenze nicht eindeutig zu ziehen und die Pläne trafen auch auf den Widerstand der Hindus, sodass Ali Jinnah und seine Muslimliga im Jahre 1936 beschlossen, jede Zusammenarbeit mit dem INC aufzukündigen. Die Dominanz des INC zeigte sich besonders 1937, als er bei regionalen Wahlen in 6 von 11 Provinzen als Sieger hervorging. 1940 stellte Ali Jinnah daraufhin eine Pakistan-Resolution vor, in der er von der Kolonialregierung die Unabhängigkeit eines muslimischen Staates in Indien neben einem hinduistischen einforderte. Er begründete die Zwei-Nationen-Theorie mit der unterschiedlichen Lebensweise der beiden Religionsgemeinschaften:

„Hindu und Moslem haben verschiedene religiöse Hintergründe, ein anderes Alltagsleben und eine andere Literatur. Sie heiraten nicht miteinander und essen auch nicht miteinander, da sie zu zwei verschiedenen Kulturen gehören, die auf widersprüchlichen Ideen und Konzepten beruhen. […] Das Zusammenzwängen solcher Völker in einem einzigen Staat – die einen als zahlenmäßige Minderheit, die anderen als Mehrheit – muss zu wachsender Unzufriedenheit und schlussendlicher Zerstörung der Regierungsstrukturen eines solchen Staates führen.“

Die Bedrohung durch Japan, das im Zweiten Weltkrieg Birma besetzte, gab zwar den Briten noch einmal einen gewissen Rückhalt, mit dem Ende des Krieges wurde dafür die Forderung nach Entkolonialisierung nur umso lauter. Die Briten sahen sich dadurch gezwungen, ihren indischen Kolonialbesitz am 15. August 1947 in die Unabhängigkeit zu entlassen, wobei sie, entsprechend Jinnahs Vorstellungen, einer Teilung in die Staaten Indien und Pakistan zustimmten (Mountbattenplan).

## Muslime im unabhängigen Indien
Die Ausführungen dieser Beschlüsse führte unmittelbar zur Eskalation der ohnehin gespannten muslimisch-hinduistischen Beziehungen. Es kam zu Massakern und zur Vertreibung mehrerer Millionen Hindus und Muslime (bis 1963 flohen insgesamt rund 7,5 Mio. Muslime aus Indien nach Westpakistan und 5,5 Mio. Hindus von dort nach Indien; für Ostpakistan ist von 1,0 Mio. muslimischen und 3,3 Mio. hinduistischen Flüchtlingen auszugehen). Bis zu 750.000 Menschen sind dabei vermutlich ums Leben gekommen. Zum bis heute umstrittenen Zankapfel wurde Kaschmir, wo eine Volksabstimmung scheiterte, pro-pakistanische Milizen erhoben sich gegen den pro-indischen Maharadscha Kaschmirs, was dann zum Ausbruch des Ersten Indisch-Pakistanischen Krieges führte, der 1948 unter Vermittlung der UN mit der Einrichtung einer Waffenstillstandslinie beendet wurde. Zugleich ging die indische Regierung mit Waffengewalt gegen den bislang von einem muslimischen Herrscher geführten Fürstenstaat Hyderabad vor, das, ebenso wie der kleine Fürstenstaat Junagadh auf der Halbinsel Gujarat, dem indischen Staat einverleibt wurde.
In Pakistan wurde unterdessem Ali Jinnah zum Staatspräsidenten erhoben, während in Indien Jawaharlal Nehru als Ministerpräsident bis 1964 die Politik leitete. Als Führer des eher säkularen INC war ihm an einer Beruhigung der religiösen Konflikte gelegen. Die 1950 verabschiedete Verfassung sah entsprechende religiöse Toleranz und Gleichberechtigung ungeachtet des jeweiligen Glaubens vor. Dennoch blieb die Situation der Muslime in Indien oft kritisch. Unter den Muslimen, die ins benachbarte Pakistan flüchteten (die so genannten Muhajirs) waren vor allem wohlhabendere Leute, sodass in Indien eher weniger bemittelte Muslime zurückblieben, die in einem mehrheitlich hinduistischen Umfeld immer wieder Verdächtigungen und Übergriffen ausgesetzt waren. Gelang es muslimischen Unternehmern dennoch, eigene Industriebetriebe zu führen, wie z. B. Wipro Technologies, Wockhardt, Himalaya Health Care, Hamdard Laboratories, Mirza Tanners, u. a., so war auch dies häufig wieder Grund für Misstrauen von Seiten mancher Hindus. Die politische Führung Indiens demonstrierte unterdessen ihren Willen zur religiösen Gleichberechtigung durch entsprechende politische Gesten. So war das (allerdings in Indien vergleichsweise machtlose) Amt des Staatspräsidenten 1967 bis 1969 mit Zakir Hussain, 1974 bis 1977 mit Fakhruddin Ali Ahmed und 2002 bis 2007 mit A. P. J. Abdul Kalam in den Händen von Muslimen. Auch in anderen Bereichen der indischen Gesellschaft gelingt es Muslimen mitunter, erfolgreich Karriere zu machen. Bekannt geworden sind dabei unter anderem: Mohammed Khan, Muzaffar Ali und Rafeeq Ellias in der Werbebranche, M. F. Husain, S. H. Raza, Akbar Padamsee, Ghulam Mohammed Sheikh und Tyeb Mehta im Bereich der Kunst, Irfan Habib, Mushirul Hasan, Shahid Amin und Zoya Hasan als bedeutende Gelehrte, Habib Tanvir, Ebrahim Alkazi, Jabbar Patel und Zohra Segal in der Theaterbranche, Rahi Masoom Reza, Ali Sardar Jafri, Kamala Suraiya und Kaifi Azmi als Schriftsteller, die Journalisten M. J. Akbar und Zahid Ali Khan, im Sport Mohammad Azharuddin, Sayyed Kirmani und Mushtaq Ali, aber auch in der Hindi-Filmindustrie „Bollywood“ gibt es einige namhafte Muslime, etwa die Schauspieler Aamir Khan, Shah Rukh Khan, Salman Khan, Zayed Khan, Saif Ali Khan, Fardeen Khan, Naseeruddin Shah und die Schauspielerinnen Tabu, Shabana Azmi, Zeenat Aman, Waheeda Rehman und Meena Kumari oder die Regisseure Farhan Akhtar, Karimuddin Asif, Akbar Khan.
Dieser Integrationsleistung stehen die weiter bestehenden und oft blutig ausgetragenen Konflikte gegenüber. Die Kaschmir-Frage und ein unklarer Grenzverlauf im Gebiet des Rann von Kachchh waren im Jahr 1965 Anlass für den Zweiten Indisch-Pakistanischen Krieg. Die seit 1966 regierende Indira Gandhi, die Tochter Nehrus, griff 1971 in die Auseinandersetzungen zwischen der pakistanischen Regierung und dem nach Unabhängigkeit strebenden Ostpakistan ein, sodass es erneut zum Krieg zwischen Pakistan und Indien kam, der damit endete, dass Ostpakistan als Bangladesch mit indischer Hilfe die Selbständigkeit erlangte. Während es in der Folge gelang, den muslimisch-hinduistischen Gegensatz weitgehend friedlich zu halten, kam es zunehmend zu Konflikten zwischen Sikhs und Hindus, die im Sturm auf den Goldenen Tempel von Amritsar und in der Ermordung Indira Gandhis 1984 gipfelten.
Erst in den 1990er Jahren eskalierten die Konflikte zwischen Muslimen und Hindus wieder. Anlass war der Streit um die Moschee von Ayodhya, die der Überlieferung nach 1528 von Babur auf den Ruinen eines zerstörten Hindu-Tempels erbaut worden war. Der Ort gilt den Hindus als Geburtsort des Gottes Rama. Die seit den 1980er Jahren stetig im Aufstieg begriffene hindunationalistische Bharatiya Janata Party (BJP) forderte zusammen mit hindunationalistischen Organisationen den Abriss der Moschee und den Wiederaufbau des Hindutempels (Ram-Janmabhumi-Tempel). Den Höhepunkt dieser Tempel-Moschee-Kontroverse von Ayodhya bildete die Zerstörung der Moschee durch einen Hindu-Mob am 6. Dezember 1992. Die folgenden gewalttätigen Auseinandersetzungen zwischen Hindus und Muslimen in ganz Indien forderten Tausende Todesopfer. Zu erneuten Unruhen kam es 2002, als Terroristen einen Zug mit Hindu-Pilgern überfielen und in Gujarat daraufhin hinduistische Fanatiker mit Massakern an Muslimen antworteten. Der Gegensatz zwischen Muslimen und Hindus bleibt somit auch heute innerhalb der indischen Gesellschaft ebenso virulent wie der Gegensatz zwischen Indien und Pakistan, die beide zu Atommächten aufgestiegen sind.
Als Konzession an den großen Bevölkerungsanteil von Moslems in Indien gelten für sie eigene familienrechtliche Regelungen zur islamischen Ehe.

### Politische Orientierung der Muslime in Indien
Politisch gab es seit der Unabhängigkeit keine einheitliche landesweite muslimische Partei in Indien. Die alte Muslimliga war durch ihre Parteinahme für Pakistan dauerhaft diskreditiert. Das indische Mehrheitswahlrecht erschwert auch das Aufkommen von spezifisch muslimischen Parteien, da die Muslime außer in Jammu und Kashmir (und Lakshadweep) in keinem Bundesstaat die Mehrheit bilden. Seit den 1950er Jahren existieren die Indian Union Muslim League (IUML) in Kerala und die All India Majlis-e-Ittehadul Muslimeen in dem Gebiet um die Stadt Hyderabad im heutigen Telangana. Traditionell wählten Muslime die Kongresspartei, die als religionsneutrale Partei ein Sammelbecken für alle möglichen Minderheiten im Lande war. Ab den 1990er Jahren hat sich diese Situation mit dem Aufkommen von Parteien, die speziell an die niederen Kasten und Unterprivilegierten, zu denen vielfach auch die Muslime gezählt wurden, appellierten, graduell geändert. In Uttar Pradesh wählen Muslime vielfach die Samajwadi Party (SP) oder die Bahujan Samaj Party (BSP) und in Bihar die Rashtriya Janata Dal (RJD). Im überwiegend muslimischen Jammu und Kashmir rivalisieren die Jammu & Kashmir National Conference (JKNC) und die Jammu and Kashmir People’s Democratic Party (JKPDP) um die Gunst der Muslim-Wähler. In Assam, wo der muslimische Bevölkerungsanteil in den letzten Jahrzehnten durch Zuwanderung stark gestiegen ist, hat sich die erst 2005 gegründete All India United Democratic Front (AIUDF) zu einer wichtigen politischen Kraft entwickelt.

## Bevölkerungsstatistik

Nach der Volkszählung 2011 weisen Muslime unter allen größeren religiösen Gemeinschaften im Durchschnitt das niedrigste Bildungsniveau auf

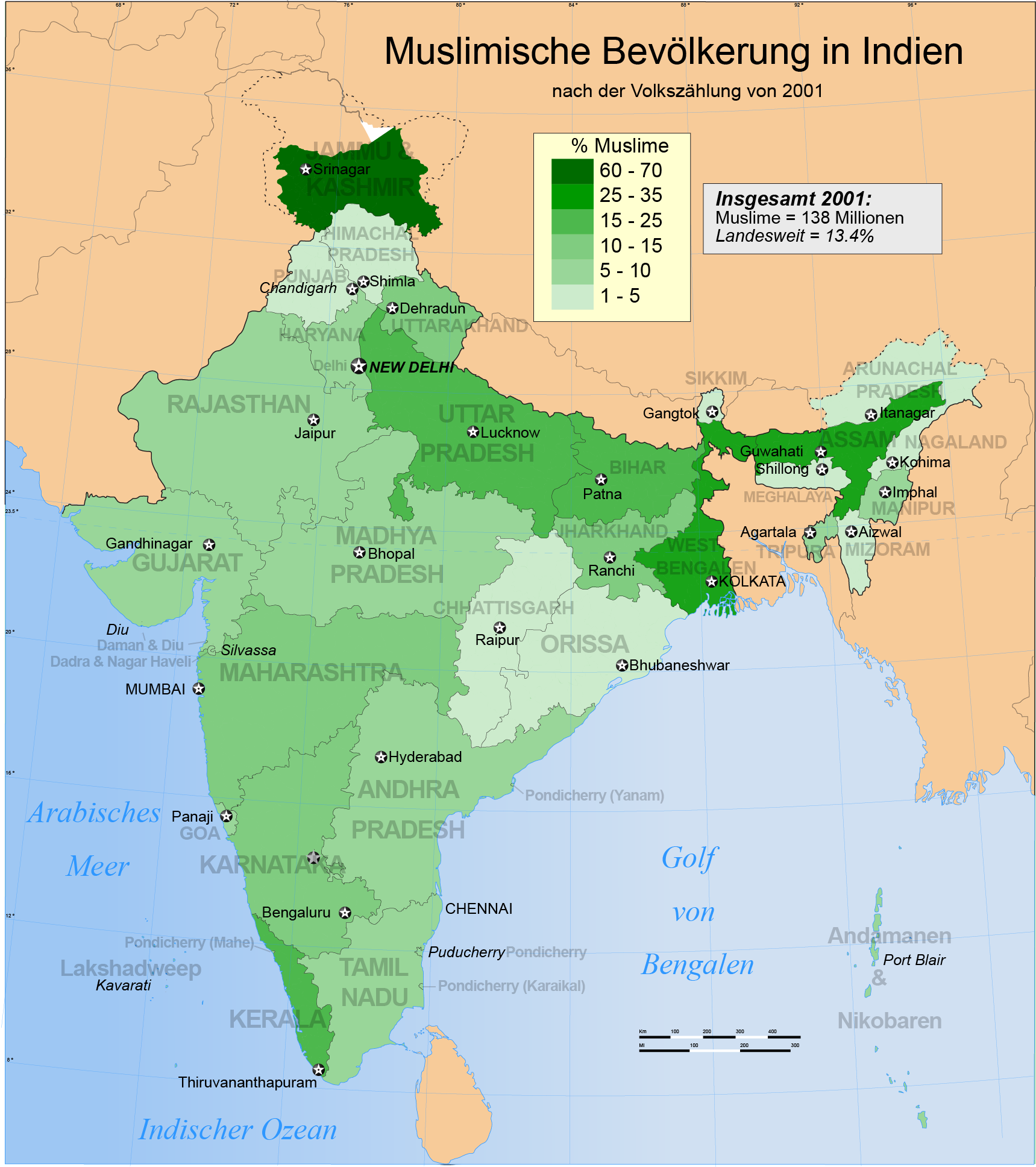
Verbreitung des Islam in Indien nach der Volkszählung 2001

Nach der Volkszählung 2011 lebten in Indien 172 Millionen Muslime, was 14,2 % der Gesamtbevölkerung entsprach. Die zahlenmäßig meisten indischen Muslime lebten in den Bundesstaaten Uttar Pradesh (38,4 Mio.), Westbengalen (24,6 Mio.) und Bihar (17,6 Mio.). Eine Bevölkerungsmehrheit bildeten die Muslime in Jammu und Kashmir (68 %) und Lakshadweep (97 %). Hohe muslimische Bevölkerungsanteile gab es auch in Assam (34 %), und Kerala (27 %).
Die folgende Tabelle bezieht sich auf die Bundesstaaten und Unionsterritorien in den Grenzen von 2011. Seitdem haben sich einige Änderungen ergeben (Teilung von Jammu und Kashmir, Teilung von Andhra Pradesh, Zusammenlegung von Dadra und Nagar Haveli mit Daman und Diu).
| Bundesstaat/ Unionsterritorium | Gesamt- bevölkerung | Muslime     | Muslime | Status                |
| Bundesstaat/ Unionsterritorium | Gesamt- bevölkerung | Zahl        | Prozent | Status                |
| ------------------------------ | ------------------- | ----------- | ------- | --------------------- |
| Lakshadweep                    | 64.473              | 62.268      | 96,58 % | große Mehrheit        |
| Jammu und Kashmir              | 12.541.302          | 8.567.485   | 68,31 % | Mehrheit              |
| Assam                          | 31.205.576          | 10.679.345  | 34,22 % | bedeutende Minderheit |
| Westbengalen                   | 91.276.115          | 24.654.825  | 27,01 % | bedeutende Minderheit |
| Kerala                         | 33.406.061          | 8.873.472   | 26,56 % | bedeutende Minderheit |
| Uttar Pradesh                  | 199.812.341         | 38.483.967  | 19,26 % | bedeutende Minderheit |
| Bihar                          | 104.099.452         | 17.557.809  | 16,87 % | bedeutende Minderheit |
| Jharkhand                      | 32.988.134          | 4.793.994   | 14,53 % | Minderheit            |
| Uttarakhand                    | 10.086.292          | 1.406.825   | 13,95 % | Minderheit            |
| Karnataka                      | 61.095.297          | 7.893.065   | 12,92 % | Minderheit            |
| Delhi                          | 16.787.941          | 2.158.684   | 12,86 % | Minderheit            |
| Maharashtra                    | 112.374.333         | 12.971.152  | 11,54 % | Minderheit            |
| Gujarat                        | 60.439.692          | 5.846.761   | 9,67 %  | Minderheit            |
| Andhra Pradesh                 | 84.580.777          | 8.082.412   | 9,56 %  | Minderheit            |
| Rajasthan                      | 68.548.437          | 6.215.377   | 9,07 %  | Minderheit            |
| Tripura                        | 3.673.917           | 316.042     | 8,60 %  | Minderheit            |
| Andamanen und Nikobaren        | 380.581             | 32.413      | 8,52 %  | Minderheit            |
| Manipur                        | 2.855.794           | 239.836     | 8,40 %  | Minderheit            |
| Goa                            | 1.458.545           | 121.564     | 8,33 %  | Minderheit            |
| Daman und Diu                  | 243.247             | 19.277      | 7,92 %  | Minderheit            |
| Haryana                        | 25.351.462          | 1.781.342   | 7,03 %  | Minderheit            |
| Madhya Pradesh                 | 72.626.809          | 4.774.695   | 6,57 %  | Minderheit            |
| Puducherry                     | 1.247.953           | 75.556      | 6,05 %  | Minderheit            |
| Tamil Nadu                     | 72.147.030          | 4.229.479   | 5,86 %  | Minderheit            |
| Chandigarh                     | 1.055.450           | 51.447      | 4,87 %  | kleine Minderheit     |
| Meghalaya                      | 2.966.889           | 130.399     | 4,40 %  | kleine Minderheit     |
| Dadra und Nagar Haveli         | 343.709             | 12.922      | 3,76 %  | kleine Minderheit     |
| Nagaland                       | 1.978.502           | 48.963      | 2,47 %  | kleine Minderheit     |
| Himachal Pradesh               | 6.864.602           | 149.881     | 2,18 %  | kleine Minderheit     |
| Orissa                         | 41.974.218          | 911.670     | 2,17 %  | kleine Minderheit     |
| Chhattisgarh                   | 25.545.198          | 514.998     | 2,02 %  | kleine Minderheit     |
| Arunachal Pradesh              | 1.383.727           | 27.045      | 1,95 %  | kleine Minderheit     |
| Punjab                         | 27.743.338          | 535.489     | 1,93 %  | kleine Minderheit     |
| Sikkim                         | 610.577             | 9.867       | 1,62 %  | kleine Minderheit     |
| Mizoram                        | 1.097.206           | 14.832      | 1,35 %  | kleine Minderheit     |
| Indien gesamt                  | 1.210.854.977       | 172.245.158 | 14,23 % | Minderheit            |